# Lista över fornlämningar i Uppvidinge kommun
Lista över fornlämningar i Uppvidinge kommun är en förteckning av ett urval av de fornlämningar som finns i Uppvidinge kommun.

## Granhult
| Namn          | Lämningstyp             | Tillkomsttid | Historisk indelning | Plats | Läge                 | ID-nr          | Bild                                 |
| ------------- | ----------------------- | ------------ | ------------------- | ----- | -------------------- | -------------- | ------------------------------------ |
| Granhult 7:1  | Röse                    |              | Granhult, Småland   |       | 57.061255, 15.194619 | 10071200070001 | Ladda upp en bild av detta fornminne |
| Granhult 7:2  | Röse                    |              | Granhult, Småland   |       | 57.060918, 15.194767 | 10071200070002 | Ladda upp en bild av detta fornminne |
| Granhult 8:1  | Röse                    |              | Granhult, Småland   |       | 57.060130, 15.201565 | 10071200080001 | Ladda upp en bild av detta fornminne |
| Granhult 9:1  | Stensättning            |              | Granhult, Småland   |       | 57.059748, 15.199776 | 10071200090001 | Ladda upp en bild av detta fornminne |
| Granhult 10:1 | Röse                    |              | Granhult, Småland   |       | 57.059293, 15.205250 | 10071200100001 | Ladda upp en bild av detta fornminne |
| Granhult 12:1 | Stensättning            |              | Granhult, Småland   |       | 57.051077, 15.221014 | 10071200120001 | Ladda upp en bild av detta fornminne |
| Granhult 15:1 | Röse                    |              | Granhult, Småland   |       | 57.048994, 15.208358 | 10071200150001 | Ladda upp en bild av detta fornminne |
| Granhult 17:1 | Stensättning            |              | Granhult, Småland   |       | 57.045159, 15.221117 | 10071200170001 | Ladda upp en bild av detta fornminne |
| Granhult 18:1 | Röse                    |              | Granhult, Småland   |       | 57.044325, 15.220983 | 10071200180001 | Ladda upp en bild av detta fornminne |
| Granhult 22:1 | Hällristning            |              | Granhult, Småland   |       | 57.042675, 15.212839 | 10071200220001 | Ladda upp en bild av detta fornminne |
| Granhult 23:1 | Stensättning            |              | Granhult, Småland   |       | 57.037762, 15.219421 | 10071200230001 | Ladda upp en bild av detta fornminne |
| Granhult 50:1 | Stenkammargrav          |              | Granhult, Småland   |       | 57.035820, 15.214052 | 10071200500001 | Ladda upp en bild av detta fornminne |
| Granhult 51:1 | Stenkammargrav          |              | Granhult, Småland   |       | 57.034226, 15.213972 | 10071200510001 | Ladda upp en bild av detta fornminne |
| Granhult 54:1 | Hällristning            |              | Granhult, Småland   |       | 57.035300, 15.216324 | 10071200540001 | Ladda upp en bild av detta fornminne |
| Granhult 55:1 | Stensättning            |              | Granhult, Småland   |       | 57.036828, 15.212075 | 10071200550001 | Ladda upp en bild av detta fornminne |
| Granhult 57:1 | Röse                    |              | Granhult, Småland   |       | 57.034505, 15.215475 | 10071200570001 | Ladda upp en bild av detta fornminne |
| Granhult 58:1 | Röse                    |              | Granhult, Småland   |       | 57.033127, 15.218471 | 10071200580001 | Ladda upp en bild av detta fornminne |
| Granhult 61:1 | Röse                    |              | Granhult, Småland   |       | 57.029225, 15.232048 | 10071200610001 | Ladda upp en bild av detta fornminne |
| Granhult 70:1 | Stensättning            |              | Granhult, Småland   |       | 57.012435, 15.237010 | 10071200700001 | Ladda upp en bild av detta fornminne |
| Granhult 175  | Husgrund, historisk tid |              | Granhult, Småland   |       | 57.061781, 15.289984 | 12000000107884 | Ladda upp en bild av detta fornminne |

## Herråkra
| Namn                     | Lämningstyp      | Tillkomsttid | Historisk indelning | Plats | Läge                 | ID-nr          | Bild                                 |
| ------------------------ | ---------------- | ------------ | ------------------- | ----- | -------------------- | -------------- | ------------------------------------ |
| Herråkra 27:1            | Begravningsplats |              | Herråkra, Småland   |       | 56.922188, 15.163782 | 10071800270001 | Ladda upp en bild av detta fornminne |
| Drakarör (Herråkra 32:1) | Röse             |              | Herråkra, Småland   |       | 56.963782, 15.231169 | 10071800320001 | Ladda upp en bild av detta fornminne |
| Herråkra 57:1            | Röse             |              | Herråkra, Småland   |       | 56.925132, 15.213423 | 10071800570001 | Ladda upp en bild av detta fornminne |
| Herråkra 97              | Stensättning     |              | Herråkra, Småland   |       | 56.963277, 15.227493 | 12000000092443 | Ladda upp en bild av detta fornminne |
| Herråkra 250             | Stenkammargrav   |              | Herråkra, Småland   |       | 56.957317, 15.220424 | 12000000093588 | Ladda upp en bild av detta fornminne |

## Lenhovda
| Namn                        | Lämningstyp                      | Tillkomsttid | Historisk indelning | Plats | Läge                 | ID-nr          | Bild                                      |
| --------------------------- | -------------------------------- | ------------ | ------------------- | ----- | -------------------- | -------------- | ----------------------------------------- |
| Lenhovda 3:1                | Röse                             |              | Lenhovda, Småland   |       | 57.002853, 15.255864 | 10073000030001 | Ladda upp en bild av detta fornminne      |
| Lenhovda 4:1                | Röse                             |              | Lenhovda, Småland   |       | 56.998816, 15.260891 | 10073000040001 | Ladda upp en bild av detta fornminne      |
| Lenhovda 5:1                | Röse                             |              | Lenhovda, Småland   |       | 56.998445, 15.262237 | 10073000050001 | Ladda upp en bild av detta fornminne      |
| Lenhovda 6:1                | Röse                             |              | Lenhovda, Småland   |       | 56.996018, 15.258725 | 10073000060001 | Ladda upp en bild av detta fornminne      |
| Lenhovda 7:1                | Stenkammargrav                   |              | Lenhovda, Småland   |       | 56.990046, 15.257152 | 10073000070001 | Ladda upp en bild av detta fornminne      |
| Lenhovda 7:2                | Stenkammargrav                   |              | Lenhovda, Småland   |       | 56.989870, 15.256886 | 10073000070002 | Ladda upp en bild av detta fornminne      |
| Lenhovda 8:1                | Röse                             |              | Lenhovda, Småland   |       | 56.989187, 15.256212 | 10073000080001 | Ladda upp en bild av detta fornminne      |
| Lenhovda 8:2                | Stensättning                     |              | Lenhovda, Småland   |       | 56.989016, 15.256773 | 10073000080002 | Ladda upp en bild av detta fornminne      |
| Lenhovda 9:1                | Stenkammargrav                   |              | Lenhovda, Småland   |       | 56.984608, 15.305419 | 10073000090001 | Ladda upp en bild av detta fornminne      |
| Lenhovda 10:1               | Stensättning                     |              | Lenhovda, Småland   |       | 56.984505, 15.306746 | 10073000100001 | Ladda upp en bild av detta fornminne      |
| Lenhovda 11:1               | Stenkammargrav                   |              | Lenhovda, Småland   |       | 56.986374, 15.307101 | 10073000110001 | Ladda upp en bild av detta fornminne      |
| Lenhovda 11:2               | Stenkammargrav                   |              | Lenhovda, Småland   |       | 56.986094, 15.307540 | 10073000110002 | Ladda upp en bild av detta fornminne      |
| Lenhovda 13:1               | Röse                             |              | Lenhovda, Småland   |       | 56.981431, 15.307737 | 10073000130001 | Ladda upp en bild av detta fornminne      |
| Lenhovda 14:1               | Röse                             |              | Lenhovda, Småland   |       | 56.979717, 15.308507 | 10073000140001 | Ladda upp en bild av detta fornminne      |
| Lenhovda 17:1               | Gravfält                         |              | Lenhovda, Småland   |       | 57.001501, 15.275714 | 10073000170001 | Ladda upp en bild av detta fornminne      |
| Lenhovda 18:1               | Gravfält                         |              | Lenhovda, Småland   |       | 57.002251, 15.281993 | 10073000180001 | Ladda upp en till bild av detta fornminne |
| Lenhovda 25:1               | Röse                             |              | Lenhovda, Småland   |       | 57.039841, 15.371230 | 10073000250001 | Ladda upp en bild av detta fornminne      |
| Lenhovda 25:2               | Stensättning                     |              | Lenhovda, Småland   |       | 57.039853, 15.370996 | 10073000250002 | Ladda upp en bild av detta fornminne      |
| Lenhovda 28:1               | Begravningsplats                 |              | Lenhovda, Småland   |       | 57.003151, 15.250161 | 10073000280001 | Ladda upp en bild av detta fornminne      |
| Lenhovda 39:1               | Gravfält                         |              | Lenhovda, Småland   |       | 57.003403, 15.284311 | 10073000390001 | Ladda upp en bild av detta fornminne      |
| Lenhovda 43:1               | Röse                             |              | Lenhovda, Småland   |       | 56.975899, 15.324240 | 10073000430001 | Ladda upp en bild av detta fornminne      |
| Lenhovda 78:1               | Stensättning                     |              | Lenhovda, Småland   |       | 56.951625, 15.408855 | 10073000780001 | Ladda upp en bild av detta fornminne      |
| Lenhovda 79:1               | Husgrund, förhistorisk/medeltida |              | Lenhovda, Småland   |       | 56.951131, 15.410294 | 10073000790001 | Ladda upp en bild av detta fornminne      |
| Lenhovda 85:1               | Röse                             |              | Lenhovda, Småland   |       | 56.976830, 15.407821 | 10073000850001 | Ladda upp en bild av detta fornminne      |
| Lenhovda 85:2               | Röse                             |              | Lenhovda, Småland   |       | 56.976899, 15.407592 | 10073000850002 | Ladda upp en bild av detta fornminne      |
| Lenhovda 86:1               | Hällristning                     |              | Lenhovda, Småland   |       | 56.980323, 15.402979 | 10073000860001 | Ladda upp en bild av detta fornminne      |
| Lenhovda 91:1               | Stenkammargrav                   |              | Lenhovda, Småland   |       | 57.007871, 15.256358 | 10073000910001 | Ladda upp en bild av detta fornminne      |
| Lenhovda 94:1               | Stensättning                     |              | Lenhovda, Småland   |       | 56.985816, 15.257512 | 10073000940001 | Ladda upp en bild av detta fornminne      |
| Lenhovda 95:1               | Röse                             |              | Lenhovda, Småland   |       | 56.985785, 15.260389 | 10073000950001 | Ladda upp en bild av detta fornminne      |
| Lenhovda 96:1               | Röse                             |              | Lenhovda, Småland   |       | 56.983313, 15.259931 | 10073000960001 | Ladda upp en bild av detta fornminne      |
| Lenhovda 101:1              | Stensättning                     |              | Lenhovda, Småland   |       | 57.017921, 15.393881 | 10073001010001 | Ladda upp en bild av detta fornminne      |
| Lenhovda 109:1              | Röse                             |              | Lenhovda, Småland   |       | 56.979972, 15.402102 | 10073001090001 | Ladda upp en bild av detta fornminne      |
| Lenhovda 110:1              | Röse                             |              | Lenhovda, Småland   |       | 56.977528, 15.406504 | 10073001100001 | Ladda upp en bild av detta fornminne      |
| Lenhovda 110:2              | Röse                             |              | Lenhovda, Småland   |       | 56.977660, 15.406542 | 10073001100002 | Ladda upp en bild av detta fornminne      |
| Lenhovda 114:1              | Röse                             |              | Lenhovda, Småland   |       | 56.978176, 15.405620 | 10073001140001 | Ladda upp en bild av detta fornminne      |
| Lenhovda 115:1              | Röse                             |              | Lenhovda, Småland   |       | 56.976466, 15.403736 | 10073001150001 | Ladda upp en bild av detta fornminne      |
| Lenhovda 116:1              | Röse                             |              | Lenhovda, Småland   |       | 56.976531, 15.409602 | 10073001160001 | Ladda upp en bild av detta fornminne      |
| Lenhovda 116:2              | Hällristning                     |              | Lenhovda, Småland   |       | 56.976531, 15.409602 | 10073001160002 | Ladda upp en bild av detta fornminne      |
| Lenhovda 116:3              | Röse                             |              | Lenhovda, Småland   |       | 56.976596, 15.409361 | 10073001160003 | Ladda upp en bild av detta fornminne      |
| Lenhovda 116:4              | Röse                             |              | Lenhovda, Småland   |       | 56.976465, 15.409416 | 10073001160004 | Ladda upp en bild av detta fornminne      |
| Lenhovda 118:1              | Röse                             |              | Lenhovda, Småland   |       | 56.977370, 15.405090 | 10073001180001 | Ladda upp en bild av detta fornminne      |
| Lenhovda 118:2              | Stensättning                     |              | Lenhovda, Småland   |       | 56.977261, 15.405239 | 10073001180002 | Ladda upp en bild av detta fornminne      |
| Lenhovda 119:1              | Röse                             |              | Lenhovda, Småland   |       | 56.977546, 15.409555 | 10073001190001 | Ladda upp en bild av detta fornminne      |
| Möcklarör (Lenhovda 121:1)  | Röse                             |              | Lenhovda, Småland   |       | 56.919701, 15.458049 | 10073001210001 | Ladda upp en bild av detta fornminne      |
| Lenhovda 122:1              | Röse                             |              | Lenhovda, Småland   |       | 56.919213, 15.459005 | 10073001220001 | Ladda upp en bild av detta fornminne      |
| Lenhovda 123:1              | Röse                             |              | Lenhovda, Småland   |       | 56.919132, 15.459818 | 10073001230001 | Ladda upp en bild av detta fornminne      |
| Kungaröset (Lenhovda 133:1) | Stenkammargrav                   |              | Lenhovda, Småland   |       | 56.981104, 15.332537 | 10073001330001 | Ladda upp en bild av detta fornminne      |
| Lenhovda 135:1              | Röse                             |              | Lenhovda, Småland   |       | 56.973983, 15.328299 | 10073001350001 | Ladda upp en bild av detta fornminne      |
| Lenhovda 135:2              | Röse                             |              | Lenhovda, Småland   |       | 56.974314, 15.327987 | 10073001350002 | Ladda upp en bild av detta fornminne      |
| Lenhovda 135:3              | Grav markerad av sten/block      |              | Lenhovda, Småland   |       | 56.974123, 15.328762 | 10073001350003 | Ladda upp en bild av detta fornminne      |
| Lenhovda 146:2              | Husgrund, historisk tid          |              | Lenhovda, Småland   |       | 57.024325, 15.407723 | 10073001460002 | Ladda upp en bild av detta fornminne      |
| Lenhovda 153:1              | Stensättning                     |              | Lenhovda, Småland   |       | 57.003529, 15.421311 | 10073001530001 | Ladda upp en bild av detta fornminne      |
| Lenhovda 159:1              | Stenkammargrav                   |              | Lenhovda, Småland   |       | 57.036336, 15.390129 | 10073001590001 | Ladda upp en bild av detta fornminne      |
| Lenhovda 169:1              | Stenkammargrav                   |              | Lenhovda, Småland   |       | 57.010082, 15.256971 | 10073001690001 | Ladda upp en bild av detta fornminne      |
| Lenhovda 169:2              | Röse                             |              | Lenhovda, Småland   |       | 57.010076, 15.256871 | 10073001690002 | Ladda upp en bild av detta fornminne      |
| Källekulla (Lenhovda 196:1) | Lägenhetsbebyggelse              |              | Lenhovda, Småland   |       | 56.865634, 15.315610 | 10073001960001 | Ladda upp en bild av detta fornminne      |
| Lenhovda 201:1              | Röse                             |              | Lenhovda, Småland   |       | 57.007187, 15.274611 | 10073002010001 | Ladda upp en bild av detta fornminne      |
| Lenhovda 202:1              | Stenkammargrav                   |              | Lenhovda, Småland   |       | 57.013573, 15.297832 | 10073002020001 | Ladda upp en bild av detta fornminne      |
| Lenhovda 203:1              | Stenkammargrav                   |              | Lenhovda, Småland   |       | 57.015788, 15.304115 | 10073002030001 | Ladda upp en bild av detta fornminne      |
| Lenhovda 216:1              | Stenkammargrav                   |              | Lenhovda, Småland   |       | 57.005391, 15.257798 | 10073002160001 | Ladda upp en bild av detta fornminne      |
| Lenhovda 225:1              | Stenkammargrav                   |              | Lenhovda, Småland   |       | 57.006554, 15.257090 | 10073002250001 | Ladda upp en bild av detta fornminne      |
| Lenhovda 226:1              | Stenkammargrav                   |              | Lenhovda, Småland   |       | 57.005982, 15.259138 | 10073002260001 | Ladda upp en bild av detta fornminne      |
| Lenhovda 227:1              | Röse                             |              | Lenhovda, Småland   |       | 57.007488, 15.253400 | 10073002270001 | Ladda upp en bild av detta fornminne      |
| Lenhovda 228:1              | Stensättning                     |              | Lenhovda, Småland   |       | 57.012196, 15.237025 | 10073002280001 | Ladda upp en bild av detta fornminne      |
| Lenhovda 229:1              | Stenkammargrav                   |              | Lenhovda, Småland   |       | 57.023026, 15.252592 | 10073002290001 | Ladda upp en bild av detta fornminne      |
| Lenhovda 247:1              | Stensättning                     |              | Lenhovda, Småland   |       | 56.971523, 15.392691 | 10073002470001 | Ladda upp en bild av detta fornminne      |
| Kyllemåla (Lenhovda 257:1)  | Lägenhetsbebyggelse              |              | Lenhovda, Småland   |       | 56.911646, 15.251402 | 10073002570001 | Ladda upp en bild av detta fornminne      |
| Lenhovda 280:1              | Stenkammargrav                   |              | Lenhovda, Småland   |       | 57.021947, 15.261212 | 10073002800001 | Ladda upp en bild av detta fornminne      |
| Lenhovda 281:1              | Stensättning                     |              | Lenhovda, Småland   |       | 57.023805, 15.261688 | 10073002810001 | Ladda upp en bild av detta fornminne      |
| Lenhovda 282:1              | Stenkammargrav                   |              | Lenhovda, Småland   |       | 57.021051, 15.264618 | 10073002820001 | Ladda upp en bild av detta fornminne      |
| Lenhovda 287:1              | Stenkammargrav                   |              | Lenhovda, Småland   |       | 56.932387, 15.436830 | 10073002870001 | Ladda upp en bild av detta fornminne      |
| Lenhovda 296:1              | Gravfält                         |              | Lenhovda, Småland   |       | 57.017033, 15.403399 | 10073002960001 | Ladda upp en bild av detta fornminne      |
| Lenhovda 402:1              | Stenkammargrav                   |              | Lenhovda, Småland   |       | 56.926817, 15.350050 | 10073004020001 | Ladda upp en bild av detta fornminne      |
| Lenhovda 404:1              | Minnesmärke                      |              | Lenhovda, Småland   |       | 56.922364, 15.362314 | 10073004040001 | Ladda upp en till bild av detta fornminne |
| Lenhovda 451                | Husgrund, historisk tid          |              | Lenhovda, Småland   |       | 57.074533, 15.324208 | 12000000107799 | Ladda upp en bild av detta fornminne      |
| Dädesjö 202:1               | Stensättning                     |              | Lenhovda, Småland   |       | 57.010332, 15.227084 | 10070702020001 | Ladda upp en bild av detta fornminne      |

## Nottebäck
| Namn            | Lämningstyp                      | Tillkomsttid | Historisk indelning | Plats | Läge                 | ID-nr          | Bild                                 |
| --------------- | -------------------------------- | ------------ | ------------------- | ----- | -------------------- | -------------- | ------------------------------------ |
| Nottebäck 47:1  | Gravfält                         |              | Nottebäck, Småland  |       | 57.100486, 15.163391 | 10073900470001 | Ladda upp en bild av detta fornminne |
| Nottebäck 49:1  | Gravfält                         |              | Nottebäck, Småland  |       | 57.112824, 15.302379 | 10073900490001 | Ladda upp en bild av detta fornminne |
| Nottebäck 52:1  | Stenkammargrav                   |              | Nottebäck, Småland  |       | 57.110601, 15.210029 | 10073900520001 | Ladda upp en bild av detta fornminne |
| Nottebäck 53:1  | Stenkammargrav                   |              | Nottebäck, Småland  |       | 57.104430, 15.224640 | 10073900530001 | Ladda upp en bild av detta fornminne |
| Nottebäck 60:1  | Gravfält                         |              | Nottebäck, Småland  |       | 57.117452, 15.176875 | 10073900600001 | Ladda upp en bild av detta fornminne |
| Nottebäck 63:1  | Stenkammargrav                   |              | Nottebäck, Småland  |       | 57.122386, 15.164467 | 10073900630001 | Ladda upp en bild av detta fornminne |
| Nottebäck 68:1  | Stenkammargrav                   |              | Nottebäck, Småland  |       | 57.130598, 15.154448 | 10073900680001 | Ladda upp en bild av detta fornminne |
| Nottebäck 69:1  | Stenkammargrav                   |              | Nottebäck, Småland  |       | 57.134152, 15.151949 | 10073900690001 | Ladda upp en bild av detta fornminne |
| Nottebäck 70:1  | Stenkammargrav                   |              | Nottebäck, Småland  |       | 57.134249, 15.150996 | 10073900700001 | Ladda upp en bild av detta fornminne |
| Nottebäck 88:1  | Stenkammargrav                   |              | Nottebäck, Småland  |       | 57.162364, 15.163977 | 10073900880001 | Ladda upp en bild av detta fornminne |
| Nottebäck 100:1 | Röse                             |              | Nottebäck, Småland  |       | 57.090645, 15.144517 | 10073901000001 | Ladda upp en bild av detta fornminne |
| Nottebäck 101:1 | Röse                             |              | Nottebäck, Småland  |       | 57.091417, 15.143522 | 10073901010001 | Ladda upp en bild av detta fornminne |
| Nottebäck 102:1 | Röse                             |              | Nottebäck, Småland  |       | 57.083514, 15.145381 | 10073901020001 | Ladda upp en bild av detta fornminne |
| Nottebäck 107:1 | Röse                             |              | Nottebäck, Småland  |       | 57.076984, 15.154302 | 10073901070001 | Ladda upp en bild av detta fornminne |
| Nottebäck 119:1 | Stensättning                     |              | Nottebäck, Småland  |       | 57.106308, 15.175957 | 10073901190001 | Ladda upp en bild av detta fornminne |
| Nottebäck 124:1 | Stensättning                     |              | Nottebäck, Småland  |       | 57.098871, 15.161923 | 10073901240001 | Ladda upp en bild av detta fornminne |
| Nottebäck 128:1 | Stenkammargrav                   |              | Nottebäck, Småland  |       | 57.091592, 15.252721 | 10073901280001 | Ladda upp en bild av detta fornminne |
| Nottebäck 129:1 | Stensättning                     |              | Nottebäck, Småland  |       | 57.094624, 15.246069 | 10073901290001 | Ladda upp en bild av detta fornminne |
| Nottebäck 130:1 | Stensättning                     |              | Nottebäck, Småland  |       | 57.093612, 15.247749 | 10073901300001 | Ladda upp en bild av detta fornminne |
| Nottebäck 131:1 | Stensättning                     |              | Nottebäck, Småland  |       | 57.093320, 15.249272 | 10073901310001 | Ladda upp en bild av detta fornminne |
| Nottebäck 136:1 | Husgrund, förhistorisk/medeltida |              | Nottebäck, Småland  |       | 57.097441, 15.249199 | 10073901360001 | Ladda upp en bild av detta fornminne |
| Nottebäck 152:1 | Röse                             |              | Nottebäck, Småland  |       | 57.112914, 15.207362 | 10073901520001 | Ladda upp en bild av detta fornminne |
| Nottebäck 153:1 | Stenkammargrav                   |              | Nottebäck, Småland  |       | 57.114304, 15.206668 | 10073901530001 | Ladda upp en bild av detta fornminne |
| Nottebäck 154:1 | Röse                             |              | Nottebäck, Småland  |       | 57.113904, 15.206097 | 10073901540001 | Ladda upp en bild av detta fornminne |
| Nottebäck 174:1 | Grav- och boplatsområde          |              | Nottebäck, Småland  |       | 57.205594, 15.152550 | 10073901740001 | Ladda upp en bild av detta fornminne |
| Nottebäck 182:1 | Röse                             |              | Nottebäck, Småland  |       | 57.147207, 15.236460 | 10073901820001 | Ladda upp en bild av detta fornminne |
| Nottebäck 187:1 | Röse                             |              | Nottebäck, Småland  |       | 57.133290, 15.217422 | 10073901870001 | Ladda upp en bild av detta fornminne |
| Nottebäck 188:1 | Röse                             |              | Nottebäck, Småland  |       | 57.132578, 15.214543 | 10073901880001 | Ladda upp en bild av detta fornminne |
| Nottebäck 194:1 | Röse                             |              | Nottebäck, Småland  |       | 57.127721, 15.291147 | 10073901940001 | Ladda upp en bild av detta fornminne |
| Nottebäck 228:1 | Röse                             |              | Nottebäck, Småland  |       | 57.145902, 15.145715 | 10073902280001 | Ladda upp en bild av detta fornminne |
| Nottebäck 294   | Röse                             |              | Nottebäck, Småland  |       | 57.141025, 15.186264 | 12000000113450 | Ladda upp en bild av detta fornminne |
| Nottebäck 295   | Röse                             |              | Nottebäck, Småland  |       | 57.139984, 15.184564 | 12000000113451 | Ladda upp en bild av detta fornminne |
| Nottebäck 304   | Röse                             |              | Nottebäck, Småland  |       | 57.145635, 15.230295 | 12000000113466 | Ladda upp en bild av detta fornminne |
| Nottebäck 306   | Röse                             |              | Nottebäck, Småland  |       | 57.150231, 15.234023 | 12000000113470 | Ladda upp en bild av detta fornminne |
| Nottebäck 308   | Röse                             |              | Nottebäck, Småland  |       | 57.140083, 15.225954 | 12000000113472 | Ladda upp en bild av detta fornminne |
| Nottebäck 318   | Röse                             |              | Nottebäck, Småland  |       | 57.133015, 15.241373 | 12000000113503 | Ladda upp en bild av detta fornminne |

## Älghult
| Namn          | Lämningstyp                 | Tillkomsttid | Historisk indelning | Plats | Läge                 | ID-nr          | Bild                                 |
| ------------- | --------------------------- | ------------ | ------------------- | ----- | -------------------- | -------------- | ------------------------------------ |
| Älghult 1:1   | Begravningsplats            |              | Älghult, Småland    |       | 56.930046, 15.645522 | 10077500010001 | Ladda upp en bild av detta fornminne |
| Älghult 3:1   | Stensättning                |              | Älghult, Småland    |       | 56.951052, 15.534549 | 10077500030001 | Ladda upp en bild av detta fornminne |
| Älghult 3:2   | Grav markerad av sten/block |              | Älghult, Småland    |       | 56.950961, 15.534334 | 10077500030002 | Ladda upp en bild av detta fornminne |
| Älghult 17:1  | Stenkrets                   |              | Älghult, Småland    |       | 56.960032, 15.676617 | 10077500170001 | Ladda upp en bild av detta fornminne |
| Älghult 26:1  | Stensättning                |              | Älghult, Småland    |       | 56.945699, 15.794184 | 10077500260001 | Ladda upp en bild av detta fornminne |
| Älghult 100:1 | Kyrka/kapell                |              | Älghult, Småland    |       | 57.007999, 15.585440 | 10077501000001 | Ladda upp en bild av detta fornminne |
| Älghult 104:1 | Gravfält                    |              | Älghult, Småland    |       | 56.981983, 15.667895 | 10077501040001 | Ladda upp en bild av detta fornminne |
| Älghult 108:1 | Röse                        |              | Älghult, Småland    |       | 56.991868, 15.656800 | 10077501080001 | Ladda upp en bild av detta fornminne |
| Älghult 108:2 | Stenkrets                   |              | Älghult, Småland    |       | 56.991909, 15.657141 | 10077501080002 | Ladda upp en bild av detta fornminne |
| Älghult 131:1 | Begravningsplats            |              | Älghult, Småland    |       | 57.040504, 15.733473 | 10077501310001 | Ladda upp en bild av detta fornminne |

## Åseda
| Namn                        | Lämningstyp    | Tillkomsttid | Historisk indelning | Plats | Läge                 | ID-nr          | Bild                                 |
| --------------------------- | -------------- | ------------ | ------------------- | ----- | -------------------- | -------------- | ------------------------------------ |
| Åseda 1:1                   | Röse           |              | Åseda, Småland      |       | 57.169051, 15.323957 | 10077400010001 | Ladda upp en bild av detta fornminne |
| Garparör (Åseda 2:1)        | Röse           |              | Åseda, Småland      |       | 57.161555, 15.347014 | 10077400020001 | Ladda upp en bild av detta fornminne |
| Åseda 4:1                   | Röse           |              | Åseda, Småland      |       | 57.151383, 15.360125 | 10077400040001 | Ladda upp en bild av detta fornminne |
| Åseda 5:1                   | Stensättning   |              | Åseda, Småland      |       | 57.178745, 15.352956 | 10077400050001 | Ladda upp en bild av detta fornminne |
| Åseda 7:1                   | Stenkrets      |              | Åseda, Småland      |       | 57.170761, 15.351094 | 10077400070001 | Ladda upp en bild av detta fornminne |
| Guldåkersröret (Åseda 15:1) | Röse           |              | Åseda, Småland      |       | 57.173576, 15.327899 | 10077400150001 | Ladda upp en bild av detta fornminne |
| Åseda 19:1                  | Stenkammargrav |              | Åseda, Småland      |       | 57.203922, 15.389014 | 10077400190001 | Ladda upp en bild av detta fornminne |
| Åseda 20:1                  | Stenkammargrav |              | Åseda, Småland      |       | 57.205676, 15.387657 | 10077400200001 | Ladda upp en bild av detta fornminne |
| Åseda 21:1                  | Stensättning   |              | Åseda, Småland      |       | 57.205661, 15.433639 | 10077400210001 | Ladda upp en bild av detta fornminne |
| Åseda 44:1                  | Röse           |              | Åseda, Småland      |       | 57.170357, 15.349799 | 10077400440001 | Ladda upp en bild av detta fornminne |
| Åseda 158:1                 | Stenkrets      |              | Åseda, Småland      |       | 57.176809, 15.258362 | 10077401580001 | Ladda upp en bild av detta fornminne |
| Åseda 174:1                 | Röse           |              | Åseda, Småland      |       | 57.216184, 15.338468 | 10077401740001 | Ladda upp en bild av detta fornminne |
| Åseda 178:1                 | Stenkammargrav |              | Åseda, Småland      |       | 57.204568, 15.390843 | 10077401780001 | Ladda upp en bild av detta fornminne |
| Åseda 189:1                 | Stensättning   |              | Åseda, Småland      |       | 57.179679, 15.549805 | 10077401890001 | Ladda upp en bild av detta fornminne |
| Åseda 279:1                 | Gravfält       |              | Åseda, Småland      |       | 57.189258, 15.451320 | 10077402790001 | Ladda upp en bild av detta fornminne |
| Åseda 280:1                 | Gravfält       |              | Åseda, Småland      |       | 57.187853, 15.451302 | 10077402800001 | Ladda upp en bild av detta fornminne |
| Åseda 285:1                 | Stenkammargrav |              | Åseda, Småland      |       | 57.184442, 15.456758 | 10077402850001 | Ladda upp en bild av detta fornminne |
| Åseda 354:1                 | Stensättning   |              | Åseda, Småland      |       | 57.224196, 15.227426 | 10077403540001 | Ladda upp en bild av detta fornminne |
| Åseda 365:1                 | Stensättning   |              | Åseda, Småland      |       | 57.148042, 15.393837 | 10077403650001 | Ladda upp en bild av detta fornminne |